# 回转烘干机

单筒回转滚筒干燥机

回转烘干机也称为回转干燥机，是一种工业干燥机，通过使物料与加热的气体接触来减少或最小化物料的水分含量。 烘干机由旋转圆筒(“鼓”或“壳”)、驱动机构和支撑结构(一般为混凝土柱或钢架)组成。筒体略倾斜，出料端低于进料端，使物料在重力作用下通过干燥机。待干燥的物料进入烘干机，当烘干机旋转时，物料被烘干机内壁上的一系列翅片(称为扬料板)提起。当物料变得足够高时，它会回落到干燥机的底部，在下降过程中穿过热气流。

## 应用
回转干燥机有许多应用，但最常见的是在矿物工业中，用于干燥沙子、石头、土壤和矿石。它们也用于食品工业中，用于颗粒状材料，如谷物、豆类和咖啡豆。

## 设计
各种回转式干燥机设计可用于不同的应用。气流、热源和滚筒设计都会影响干燥机对不同物料的效率和适用性。

### 气体流量
热气流既可以从进料端向出料端移动(称为顺流)，也可以从出料端向进料端移动(称为逆流)。气流的方向和滚筒的倾斜度决定了物料通过干燥机的速度。

### 热源
气流最常用燃烧器加热，燃烧器使用煤气、煤或油。如果热气流是由空气和燃烧器产生的燃烧气体的混合物组成，则干燥器被称为“直接加热”。或者，气流可以由预热的空气或另一种(有时是惰性)气体组成。在燃烧器燃烧气体不进入干燥器的情况下，干燥器被称为“间接加热”。 当担心产品污染时，通常使用间接加热干燥机。在某些情况下，还使用直接-间接加热旋转干燥机的组合来提高整体效率。

### 滚筒设计

双壳回转滚筒干燥机

三壳回转滚筒干燥机

回转干燥器可以由一个壳或几个同心壳组成，但通常不需要超过三个壳。多个滚筒可以减少设备所需的空间量，以达到相同的吞吐量。多滚筒烘干机通常由油或气燃烧器直接加热。在进料端增加燃烧室有助于确保高效的燃料使用，以及均匀的干燥空气温度。

### 组合过程
一些回转干燥机有能力结合其他过程与干燥。其他可以与干燥结合的过程包括冷却、清洗、粉碎和分离。